# Tysk-österrikiska backhopparveckan 2011/2012
Tysk-österrikiska backhopparveckan avgjordes i Oberstdorf, Garmisch-Partenkirchen, Innsbruck och Bischofshofen, i Tyskland och Österrike, och avgjordes mellan 28 december 2011 och 6 januari 2012.

## Oberstdorf
HS 137 Schattenbergschanze, Tyskland

30 december 2011 
| Rank ing | Namn                  | Nationalitet | Hopp 1 (meter) | Hopp 2 (meter) | Poäng | Totalpoäng i backhopparveckan | Totala världscuppoäng (Ranking) |
| -------- | --------------------- | ------------ | -------------- | -------------- | ----- | ----------------------------- | ------------------------------- |
| 1        | Gregor Schlierenzauer | Österrike    | 133.0          | 137.5          | 557.3 | 283.3 (1)                     | 476 (2)                         |
| 2        | Andreas Kofler        | Österrike    | 131.0          | 133.5          | 265.2 | 265.2 (2)                     | 588 (1)                         |
| 3        | Thomas Morgenstern    | Österrike    | 128.0          | 128.5          | 264.3 | 264.3 (3)                     | 396 (4)                         |
| 4        | Severin Freund        | Tyskland     | 129.0          | 127.0          | 264.0 | 264.0 (4)                     | 319 (6)                         |
| 5        | Daiki Itō             | Japan        | 130.0          | 124.0          | 262.7 | 262.7 (5)                     | 181 (10)                        |

## Garmisch-Partenkirchen
HS 137 Große Olympiaschanze, Tyskland

1 januari 2012 
| Ranking | Namn                  | Nationalitet | Hopp 1 (meter) | Hopp 2 (meter) | Poäng | Totalpoäng i backhopparveckan | Totala världscuppoäng (Ranking) |
| ------- | --------------------- | ------------ | -------------- | -------------- | ----- | ----------------------------- | ------------------------------- |
| 1       | Gregor Schlierenzauer | Österrike    | 138.0          | 134.0          | 274.5 | 557.8 (1)                     | 576 (2)                         |
| 2       | Andreas Kofler        | Österrike    | 130.5          | 137.5          | 270.4 | 535.6 (2)                     | 668 (1)                         |
| 3       | Daiki Itō             | Japan        | 138.5          | 141.5          | 269.6 | 532.3 (3)                     | 241 (9)                         |
| 4       | Kamil Stoch           | Polen        | 132.0          | 137.5          | 268.0 | 498.1 (9)                     | 306 (7)                         |
| 4       | Taku Takeuchi         | Japan        | 130.5          | 140.0          | 268.0 | 484.3 (12)                    | 102 (18)                        |

## Innsbruck
HS 130 Bergiselschanze, Österrike

4 januari 2012 
| Ranking | Namn                  | Nationalitet | Hopp 1 (meter) | Hopp 2 (meter) | Poäng | Totalpoäng i backhopparveckan | Totala världscuppoäng (Ranking) |
| ------- | --------------------- | ------------ | -------------- | -------------- | ----- | ----------------------------- | ------------------------------- |
| 1       | Andreas Kofler        | Österrike    | 127.5          | 131.5          | 252.8 | 788.4 (2)                     | 768 (1)                         |
| 2       | Gregor Schlierenzauer | Österrike    | 130.5          | 123.0          | 247.6 | 805.4 (1)                     | 656 (2)                         |
| 3       | Taku Takeuchi         | Japan        | 131.5          | 124.0          | 246.7 | 731.0 (7)                     | 162 (14)                        |
| 4       | Anders Bardal         | Norge        | 128.0          | 125.5          | 244.4 | 758.5 (4)                     | 509 (3)                         |
| 5       | Roman Koudelka        | Tjeckien     | 123.5          | 122.5          | 239.5 | 757.2 (5)                     | 292 (8)                         |

## Bischofshofen
HS 140 Paul-Ausserleitner-Schanze, Österrike

6 januari 2012 
Tävlingen slutade efter första hopp på grund av dåligt väder.
| Ranking | Namn                  | Nationalitet | Hopp 1 (meter) | Hopp 2 (meter) | Poäng | Totalpoäng i backhopparveckan | Totala världscuppoäng (Ranking) |
| ------- | --------------------- | ------------ | -------------- | -------------- | ----- | ----------------------------- | ------------------------------- |
| 1       | Thomas Morgenstern    | Österrike    | 135.0          |                | 138.7 | 908.0 (2)                     | 576 (4)                         |
| 2       | Anders Bardal         | Norge        | 135.0          |                | 136.5 | 895.0 (4)                     | 589 (3)                         |
| 3       | Gregor Schlierenzauer | Österrike    | 131.0          |                | 128.4 | 933.8 (1)                     | 716 (2)                         |
| 4       | Robert Kranjec        | Slovenien    | 129.0          |                | 126.8 | 807.5 (14)                    | 267 (10)                        |
| 5       | Daiki Itō             | Japan        | 130.5          |                | 126.2 | 852.1 (6)                     | 290 (9)                         |

## Slutställning
Slutställning efter fyra tävlingar. Gregor Schlierenzauer totalsegrare.
| Ranking | Namn                  | Nationalitet | Obertsdorf (slutställning) | Garmisch-Partenkirchen (slutställning) | Innsbruck (slutställning) | Bischofshofen (slutställning) | Totalpoäng |
| ------- | --------------------- | ------------ | -------------------------- | -------------------------------------- | ------------------------- | ----------------------------- | ---------- |
| 1       | Gregor Schlierenzauer | Österrike    | 283.3 (1)                  | 274.5 (1)                              | 247.6 (2)                 | 128.4 (3)                     | 933.8      |
| 2       | Thomas Morgenstern    | Österrike    | 264.3 (3)                  | 267.9 (6)                              | 237.1 (6)                 | 138.7 (1)                     | 908.0      |
| 3       | Andreas Kofler        | Österrike    | 265.2 (2)                  | 270.4 (2)                              | 252.8 (1)                 | 108.5 (25)                    | 896.6      |
| 4       | Anders Bardal         | Norge        | 258.0 (6)                  | 256.1 (9)                              | 244.4 (4)                 | 136.5 (2)                     | 895.0      |
| 5       | Roman Koudelka        | Tjeckien     | 255.6 (7)                  | 262.1 (8)                              | 239.5 (5)                 | 124.0 (6)                     | 881.2      |
| 6       | Daiki Itō             | Japan        | 262.7 (5)                  | 269.6 (3)                              | 193.6 (27)                | 126.2 (5)                     | 852.1      |
| 7       | Severin Freund        | Tyskland     | 264.0 (4)                  | 262.2 (7)                              | 211.8 (21)                | 105.4 (30)                    | 843.4      |
| 8       | Kamil Stoch           | Polen        | 221.1 (23)                 | 268.0 (4)                              | 232.0 (9)                 | 121.9 (9)                     | 843.0      |
| 9       | Taku Takeuchi         | Japan        | 216.3 (25)                 | 268.0 (4)                              | 246.7 (3)                 | 111.6 (23)                    | 842.6      |
| 10      | Richard Freitag       | Tyskland     | 240.3 (10)                 | 233.9 (25)                             | 227.2 (12)                | 119.0 (10)                    | 820.4      |

### Fotnoter
1. ↑  Oberstdorf Resultat
2. ↑  Garmisch-Partenkirchen Resultat
3. ↑  Innsbruck Resultat
4. ↑  Bischofshofen Resultat
5. ↑  Schlierenzauer wins Four Hills Tour Arkiverad 14 januari 2012 hämtat från the Wayback Machine.
6. ↑  Four Hills Tournament Standings - läst 6 januari 2012.